# Суини, Меган
Меган Суини (англ. Megan Sweeney, 17 февраля 1987, Портленд, Мэн) — американская саночница, выступавшая за сборную США с 2007 года по 2010-й. Участница зимних Олимпийских игр в Ванкувере, обладательница серебряной медали молодёжного чемпионата мира, многократная призёрша национального первенства.

## Биография
Меган Суини родилась 17 февраля 1987 года в городе Портленд, штат Мэн. Прежде чем перейти в санный спорт активно занималась карате, имела чёрный пояс и даже ездила на юношеские Олимпийские игры 1998 года, где выиграла золотую и серебряную медали в этой дисциплине. В 2005 году взяла бронзовую медаль молодёжного национального первенства США по санному спорту, два последующих сезона была уже золотой медалисткой этого чемпионата, в 2007 году завоевала бронзу на чемпионате мира среди юниоров. Благодаря этим победам прошла отбор в национальную сборную и стала принимать участие в крупнейших международных соревнованиях.
В сезоне 2007/08 дебютировала на взрослом Кубке мира, заняв в общем зачёте пятнадцатое место, кроме того, впервые поучаствовала в заездах взрослого чемпионата мира, показав на трассе немецкого Оберхофа шестнадцатый результат женской одиночной программы. Закрепившись в основном составе команды, Суини удостоилась права защищать честь страны на зимних Олимпийских играх 2010 года в Ванкувере, успешно прошла квалификацию, однако в итоге пришла к финишу лишь двадцать второй. После окончания всех кубковых этапов разместилась в мировом рейтинге сильнейших саночниц на четырнадцатой строке, но уже 9 августа объявила о завершении карьеры профессиональной спортсменки в связи с сильно возросшей конкуренцией в сборной.
Ныне вместе с семьёй проживает в городе Шеффилд, её младшая сестра Эмили тоже занимается санным спортом и выступает на юниорском Кубке мира. В интервью Меган Суини отмечала, что её кумир среди спортсменов — теннисист Энди Роддик.